# Boca del Río
Boca del Río é uma cidade venezuelana, capital do município de Península de Macanao.